# Будки (Камінь-Каширський район)
Будки́ — село в Україні, у Маневицькій селищній громаді Камінь-Каширського району Волинської області, яке засноване в 1577 році, знаходиться в мальовничому Поліссі, багатому на ліси в яких росте багато грибів та ягід.
Населення 602 людини, займається сільським господарством.
Є школа, будинок культури, ФАП, відділення зв'язку та заклад дошкільних освіти «Сонечко». Також тут розташоване приміщення колишньої сільської ради, до складу якої входили ще такі села як Кам'януха та Рудка.
В селі є два магазини. Працює млин та пилорама.
Чернявка протікає по території Маневицького району. Є лівою притокою річки Окінка. Вона бере початок в лісах орнітологічного заказника “Чорна долина”, який знаходиться на схід від Маневич. Тече спочатку на південь, а потім на південний схід. Впадає до річки Окінка на південному сході від села Будки. Через Чернявку є міст на автошляху сполученням Маневичі-Сарни. Площа басейну Чернявки 96,2 км². Назва Чернявка пов’язана ще із часами виробництва поташу, дьогтю та смоли. Про це вказують назви на Маневиччині – Будки, Смоляжниве, Смолива, Чернявка, Смолярня.
Їх виготовляли в ті далекі часи лише на спеціальних невеликих заводах — будах. Дерев’яні колоди складали у конусоподібні будки і спалювали. Сам процес одержання поташу був досить трудомісткою справою. Тривав два-три місяці і вимагав значної кількості робочої сили. Тому люди, зайняті на виробництві, обирали постійним місцем проживання територію поблизу буд.

## Історія
У 1906 році село Ведмезької волості Луцького повіту Волинської губернії. Відстань від повітового міста 67 верст, від волості 10. Дворів 34, мешканців 288.
12 червня 2020 року, відповідно до розпорядження Кабінету Міністрів України № 708-р «Про визначення адміністративних центрів та затвердження територій територіальних громад Волинської області», село увійшло у склад Маневицької селищної громади.
19 липня 2020 року, в результаті адміністративно-територіальної реформи та ліквідації  Маневицького району, село увійшло до складу новоутвореного Камінь-Каширського району.

## Населення
Згідно з переписом УРСР 1989 року чисельність наявного населення села становила 419 осіб, з яких 186 чоловіків та 233 жінки.
За переписом населення України 2001 року в селі мешкало 446 осіб.

### Мова
Розподіл населення за рідною мовою за даними перепису 2001 року:
| Мова       | Відсоток |
| ---------- | -------- |
| українська | 99,33 %  |
| російська  | 0,67 %   |